# Massive Assault
Massive Assault è un videogioco di strategia a turni (con paesaggio, unità e strutture 3D), ambientato durante una guerra in un immaginario prossimo futuro, sviluppato da "Wargaming.net" e distribuito nell'anno 2004.

## Modalità di gioco
Ci sono varie missioni per il gioco in singolo (tre livelli di difficoltà) e sono presenti anche delle lezioni per imparare le nozioni di base del gioco (tutorial); le mappe sono poi utilizzabili per il gioco in gruppo, con una speciale applicazione, su LAN o su Internet (con modem).